# Cyber-physisches System
Ein cyber-physisches System, engl. „cyber-physical system“ (CPS), bezeichnet den Verbund informatischer, softwaretechnischer Komponenten mit mechanischen und elektronischen Teilen, die über eine Dateninfrastruktur, wie z. B. das Internet, kommunizieren. Ein cyber-physisches System ist durch seinen hohen Grad an Komplexität gekennzeichnet. Die Ausbildung von cyber-physischen Systemen entsteht aus der Vernetzung eingebetteter Systeme durch drahtgebundene oder drahtlose Kommunikationsnetze. Die Begriffsbildung folgt dem Bedarf an einer neuen theoretischen Grundlage für die Erforschung und Entwicklung großer, verteilter, komplexer Systeme, wie zum Beispiel der Weiterentwicklung des deutschlandweiten Stromnetzes, hin zu einem intelligenten Stromnetz, oder die Konstruktion neuartiger Industrieproduktionsanlagen, die sich hoch dynamisch an die jeweiligen Produktionserfordernisse anpassen können.

## Anwendungsfelder
Cyber-physische Systeme können in vielen Bereichen eingesetzt werden. Dazu gehören:
- höchst zuverlässige medizinische Geräte und Systeme[5]
- altersgerechte Assistenzsysteme (AAL)[6]
- IT-Verkehrssteuerungs- und Verkehrslogistiksysteme[7]
- vernetzte Sicherheits- sowie Fahrerassistenzsysteme für Automobile[8]
- industrielle Prozesssteuerungs- und Automationssysteme[2][9]
- Umweltbeeinflussungs- und -beobachtungssysteme[10]
- Energieversorgungsmanagementsysteme[11]
- militärische Systemvernetzungssysteme[12]
- Infrastruktursysteme für Kommunikation und Kultur.[13]

### Anwendungsbeispiele
- Smart Grids
- E-Health
- Industrie 4.0[14] z. B. bei pneumatischen Systemen[15]
- Frühwarnsystem
- German Indonesian Tsunami Early Warning System

## Forschung
Insbesondere im anglo-amerikanischen Raum wird eine Theoriebildung zum Begriff „cyber-physisches System“ vorangetrieben, hier steht eine klare Abgrenzung des Begriffes gegenüber anderen Trends und Entwicklungsrichtungen komplexer informations- und kommunikationstechnischer Systeme im Vordergrund. In weiteren akademischen Untersuchungen stehen die sich ergebenden Herausforderungen der Systemkonstruktion im Blickpunkt. Zu den Herausforderungen zählen:
- Komplexitätsreduktion und Entwicklung von stabilisierenden Steuerungsarchitekturen für cyber-physische Systeme
- Verteilte Sensornetzwerke
- Erschließung von Wissen und Erkenntnissen aus dem System heraus
- Behandlung der Problematik der Interaktionskomplexität
- Verlässliche Integration von Standardkomponenten in cyber-physische Systeme
- Handhabbarkeit des Zusammenflusses von Sensorik, Aktorik und Steuerung
- Verifikation von cyber-physischen Systemen
- Sicherheit[18]

### Forschungsprojekte in Deutschland
Im Rahmen der „Hightech-Strategie für Deutschland“ der Bundesregierung werden Untersuchungen zur Weiterentwicklung von industriellen Produktionsanlagen und Produktionsprozessen gefördert. Ziel dieser Aktivitäten ist es, bereits intensiv informatikgestützte Industriezweige bei der Einführung und Nutzung weitverzweigter Netzwerkstrukturen für die eingesetzten eingebetteten Systeme zu unterstützen. Dieses geschieht zum Beispiel durch die Förderung der Spitzencluster „it’s OWL – Intelligente Technische Systeme OstWestfalenLippe“ sowie „MicroTEC Südwest – The Cluster for Smart Solutions“.

## Verwendete Technologien
- Sensornetze
- Internet-Infrastruktur
- Echtzeitverarbeitung
- Eingebettete Systeme
- Autonomic Computing